# كريس غريفين (شخصية خيالية)
كريس غريفين هو شخصية خيالية في المسلسل الأمريكي فاميلي غاي. قام سيث غرين بتأدية صوت الشخصية في المسلسل.